# Кармановская волость
Карма́новская во́лость — упразднённая административно-территориальная единица, существовавшая в составе Дмитриевского уезда Курской губернии до 1920-х годов.
Административным центром было село Карманово.

## География
Располагалась на востоке уезда. Граничила с Фатежским уездом. С юга и востока опоясывала Михайловскую волость. Также граничила с Генеральшинской волостью (на юге), Киликинской волостью (на западе) и Фокинской волостью (на юго-западе).
В настоящее время территория, на которой находилась волость является юго-западной частью Железногорского района.

## Населённые пункты
В 1877 году в состав волости 12 населённых пунктов:
| №  | Населённый пункт | Тип населённого пункта |
| -- | ---------------- | ---------------------- |
| 1  | Карманово        | село, адм. центр       |
| 2  | Александровка    | деревня                |
| 3  | Воропаево        | деревня                |
| 4  | Громашовка       | деревня                |
| 5  | Злобино          | село                   |
| 6  | Мокрыж           | деревня                |
| 7  | Новый Бузец      | село                   |
| 8  | Погорельцево     | село                   |
| 9  | Рышково          | село                   |
| 10 | Снецкое          | деревня                |
| 11 | Старый Бузец     | деревня                |
| 12 | Фоминка          | деревня                |

## Волостные старшины
- Матвей Григорьевич Щукин (1916 год)[2]